# 758

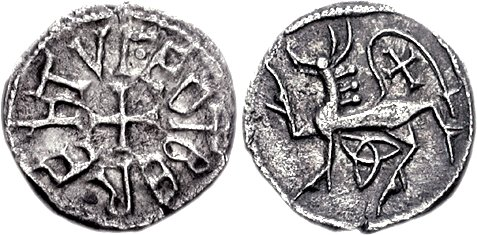
Sceatta van Eadberht van Northumbria

Het jaar 758 is het 58e jaar in de 8e eeuw volgens de christelijke jaartelling.

## Gebeurtenissen

### Brittannië
- Koning Eadberht van Northumbria doet afstand van de troon ten gunste van zijn zoon Oswulf. Hij trekt zich (mogelijk vrijwillig) terug in een klooster verbonden aan de kathedraal van York.
- Koning Cynewulf van Wessex herovert Berkshire (een betwist gebied boven de rivier de Theems) van Mercia en voert een militaire campagne tegen Wales. (waarschijnlijke datum)

### China
- De Chinese havenstad Guangzhou wordt door Arabische piraten geplunderd. De haven is gedurende 50 jaar onbruikbaar voor handelsverkeer. (waarschijnlijke datum)

### Japan
- Keizerin Kōken treedt af ten gunste van Junnin, een kleinzoon van voormalig keizer Tenmu. Hij volgt haar op als 47e keizer van Japan.

## Geboren
- 4 mei - Hildegard, echtgenote van Karel de Grote (overleden 783)
- Unislav, hertog van Bohemen (overleden 833)

## Overleden
- Cui Hao, Chinees dichter (waarschijnlijke datum)